# 第十三博鉄丸
第十三博鉄丸（だいじゅうさんはくてつまる）は、かつて西海汽船が保有していた貨物船である。

## 概要
第十三博鉄丸は博多湾鉄道汽船の貨物船として大阪造船所で建造され、1940年（昭和14年）12月1日に進水した。
竣工後は博多湾鉄道汽船の貨物船として活動したが、太平洋戦争開戦後に西海汽船に移籍。
1943年（昭和18年）9月4日、第十三博鉄丸はパラオを出港してニューギニア島ウエワクへ向け単独航海中、8日に南緯02度48分 東経141度46分 / 南緯2.800度 東経141.767度のホーランジア（現在のジャヤプラ）東方60浬地点付近でで、アメリカ潜水艦ドラム(USS Drum, SS-228)に発見される。11時42分、ドラムは魚雷3本を発射し、うち2本が左舷3番船倉と燃料炭庫に命中し、轟沈。便乗者81名、備砲隊2名、船員16名が戦死した。